# Брендедж, Эйвери
Эйвери Брэндедж (англ. Avery Brundage, 28 сентября 1887, Детройт, штат Мичиган, США — 8 мая 1975, Гармиш-Партенкирхен, ФРГ) — американский спортсмен и спортивный функционер, член и президент МОК, коллекционер и филантроп. Единственный неевропеец, бывший президентом МОК. Участник Олимпийских игр 1912 года.

## Биография
Родился в Детройте в семье каменотеса, в 1909 году получил диплом инженера-строителя в университете Иллинойса в Урбане-Шампэйн.
В своем единственном участии в Олимпийских играх он был шестым в легкоатлетическом пятиборье и 22-м в метании диска. В десятиборье после восьми дисциплин он занимал одно из последних мест и потому вышел из состязания. В пятиборье он подвинулся на одну ступеньку выше только после дисквалификации Джима Торпа, которая впоследствии была отменена.
Являлся президентом Американского национального олимпийского комитета (1928—1952) и президентом Международного олимпийского комитета с 1952 по 1972 гг. Дольше Брэндеджа во главе МОК стояли только Пьер де Кубертен и Хуан Антонио Самаранч.
В качестве президента НОК США выступал против бойкота Олимпийских игр 1936 года, считая идею бойкота «заговором сионистов». Будучи президентом МОК в 1972 году, принял решение продолжать мюнхенские Олимпийские Игры несмотря на теракт палестинской террористической организации «Чёрный сентябрь», жертвами которого стали 12 человек.
Отстаивал любительский характер олимпийского спорта, поддержал президента ИИХФ Дж. Ахерна в вопросе о недопущении профессионалов НХЛ на чемпионаты мира по хоккею с шайбой.

## Награды
- Большой крест ордена «За заслуги перед Итальянской Республикой» (20 апреля 1966 года)[6]